# Bambusicola
A Bambusicola a madarak osztályának tyúkalakúak (Galliformes) rendjébe és a fácánfélék (Phasianidae) családjába tartozó nem.

## Rendszerezés
A nembe az alábbi 3 faj tartozik:
- hegyi bambusztyúk (Bambusicola fytchii)
- kínai bambusztyúk (Bambusicola thoracicus vagy Bambusicola thoracica)
- tajvani bambusztyúk (Bambusicola sonorivox)